# Čavle
Čavle je općina u Hrvatskoj. Nalazi se u Primorsko-goranskoj županiji.	
Povoljan prometno-zemljopisni položaj Rijeke u srednjeeuropskom prostoru je značajan preduvjet razvoja općina u riječkom prstenu, a tendencija širenja i suburbanizacija Rijeke potenciraju razvojne mogućnosti općine Čavle.
Preko Grobničkog polja i većeg dijela područja općine prolazi državna cesta Zagreb – Rijeka, jedna od najvažnijih prometnica u funkciji prometnog povezivanja Hrvatske i središnje Europe. 

## Stanovništvo
Po popisu stanovništva iz 2011. godine, općina Čavle imala je 7220 stanovnika, raspoređenih u 10 naselja:
Čavle, Buzdohanj, Cernik, Grobnik, Ilovik, Mavrinci, Podčudnič, Podrvanj, Soboli i Zastenice.
| broj stanovnika | 2768  | 2608  | 2565  | 2706  | 2967  | 3168  | 3135  | 3496  | 3620  | 3354  | 3806  | 4434  | 5881  | 6469  | 6749  | 7220  | 7059  |
|                 | 1857. | 1869. | 1880. | 1890. | 1900. | 1910. | 1921. | 1931. | 1948. | 1953. | 1961. | 1971. | 1981. | 1991. | 2001. | 2011. | 2021. |

| broj stanovnika | 328   | 336   | 356   | 343   | 423   | 478   | 492   | 598   | 639   | 609   | 694   | 890   | 1228  | 1221  | 1248  | 1358  | 1269  |
|                 | 1857. | 1869. | 1880. | 1890. | 1900. | 1910. | 1921. | 1931. | 1948. | 1953. | 1961. | 1971. | 1981. | 1991. | 2001. | 2011. | 2021. |

### Nacionalni sastav, 2011.
- Hrvati – 6321 (87,55)
- Srbi – 276 (3,82)
- Albanci – 111 (1,54)
- Bošnjaci – 191 (2,65)
- Slovenci – 21 (0,29)
- Talijani – 30 (0,42)
- Crnogorci – 14 (0,19)
- Ukrajinci – 6 (0,08)
- Rusini – 3 (0,03)
- Slovaci – 2 (0,03)
- Mađari – 7 (0,10)
- Makedonci – 11
- Nijemci – 3
- Poljaci – 3
- Rusi – 2
- Česi – 6
- ostali – 62 (0,86)
- neopredijeljeni – 77 (1,07)
- nepoznato – 5 (0,07)

### Religija, 2011.
- Katolici – 5891  (81,59)
- Pravoslavci – 357  (4,94)
- Muslimani – 485  (6,72)
- Protestanti – 16  (0,22)
- Ostali kršćani – 11  (0,15)
- Ostale religije- 2  (0,03)
- Ateisti, agnostici i ireligiozni – 292  (4,05)
- Ne izjašnjavaju se – 125  (1,73)
- Nepoznato – 34  (0,47)

## Povijest
Općina Čavle osnovana je 18. travnja 1993. godine, a dan općine obilježava se 1. svibnja (parne godine) ili 24. kolovoza (neparne godine).

## Obrazovanje
U općini Čavle postoji Osnovna škola Čavle koja se prije zvala Osnovna škola Petorice streljanih te postoji Područna škola Grobnik u gradu Grobniku.

## Kultura
U Čavlima djeluje Katedra Čakavskoga sabora Grobinšćine, koja je od 1994. do 2003. izdavala Grobnički list.

## Šport
- Boćarski klub Frankopan
- Boćarski klub Sloga – Hrastenica
- Boćarski klub Bajci
- Boćarski klub Cernik
- Boćarski klub Krenovac
- TSK Rijeka-Čavle (trkačkoskijaški klub)
- SK Grobničan
- NK Grobničan
- OK Grobničan
- MOK Grobničan
- Karate klub Grobničan

## Vanjske poveznice
- Općina Čavle
- Turistička zajednica Općine Čavle
- Grobnički Dondolaši  Arhivirana inačica izvorne stranice od 9. veljače 2007. (Wayback Machine)
- Festival palente i sira  Arhivirana inačica izvorne stranice od 19. lipnja 2019. (Wayback Machine)